# Brandenburgischer Landespokal 2020/21
Der AOK-Landespokal 2020/21 war die 31. Austragung des brandenburgischen Landespokals der Männer im Amateurfußball. Der SV Babelsberg 03 setzte sich, am 29. Mai 2021, im Finale gegen den FSV Union Fürstenwalde mit 2:0 durch und wurde, zum zehnten Mal, Landespokalsieger. Durch diesen Sieg qualifizierte sich der SV Babelsberg 03 für den DFB-Pokal 2021/22.
Das Endspiel fand, im Rahmen des Finaltages der Amateure, am 29. Mai 2021 im Werner-Seelenbinder-Stadion in Luckenwalde statt.

## Kalender
Die Spiele des diesjährigen brandenburgischen Landespokals wurden an folgenden Terminen ausgetragen:
| Runde         | Auslosung          | Datum                          | Spiele | Vereine |
| ------------- | ------------------ | ------------------------------ | ------ | ------- |
| 1. Hauptrunde | 22. Juli 2020      | 8. August 2020                 | 16     | 32 → 16 |
| 2. Hauptrunde | 22. Juli 2020      | 14./15. August 2020            | 20     | 40 → 20 |
| 3. Hauptrunde | 19. August 2020    | 12./13./16./30. September 2020 | 16     | 32 → 16 |
| Achtelfinale  | 16. September 2020 | 10. Oktober 2020               | 8      | 16 → 8  |
| Viertelfinale | 15. Oktober 2020   | Annulliert                     | 4      | 8 → 4   |
| Halbfinale    | 20. April 2021     | 8./9. Mai 2021                 | 2      | 4 → 2   |
| Finale        | -                  | 29. Mai 2021                   | 1      | 2 → 1   |

## Teilnehmende Mannschaften
Für den Brandenburgischen Landespokal 2020/21 qualifizierten sich alle brandenburgischen Mannschaften der Regionalliga Nordost, Oberliga Nordost, Verbandsliga, Landesliga, sowie die acht Kreispokalsieger. Ausnahme sind zweite Mannschaften höherklassiger Vereine.
Folgende Mannschaften nahmen in diesem Jahr am Brandenburgischen Landespokal teil (In Klammern ist die Ligaebene angegeben, in der der Verein spielt):
| Regionalliga Nordost brandenburgische Vertreter der Saison 2020/21 | Oberliga Nordost brandenburgische Vertreter der Saison 2020/21                                                                                | Brandenburg-Liga 17 Vertreter der Saison 2020/21 | Landesliga Staffel Nord 16 Vertreter der Saison 2020/21 | Landesliga Staffel Süd 16 Vertreter der Saison 2020/21 |  |  |
| FC Energie Cottbus (RL) FSV Union Fürstenwalde (RL) FSV Optik Rathenow (RL) SV Babelsberg 03 (RL) FSV 63 Luckenwalde (RL) | Brandenburger SC Süd 05 (OL) VfB 1921 Krieschow (OL) FC Strausberg (OL) SV Victoria Seelow (OL) Ludwigsfelder FC (OL) RSV Eintracht 1949 (OL) | 1. FC Frankfurt (VL) FC Eisenhüttenstadt (VL) FSV Bernau (VL) FV Preussen Eberswalde (VL) Märkischer SV 1919 Neuruppin (VL) Oranienburger FC Eintracht 1901 (VL) SC Eintracht Miersdorf/Zeuthen (VL) SG Union Klosterfelde (VL) SV Altlüdersdorf (VL) SV Blau-Weiß Petershagen-Eggersdorf (VL) SV Falkensee-Finkenkrug (VL) SV Frankonia Wernsdorf (VL) SV Grün-Weiß Lübben (VL) SV 1920 Zehdenick (VL) TSG Einheit Bernau (VL) TuS 1896 Sachsenhausen (VL) Werderaner FC Viktoria 1920 (VL) | BSC Fortuna Glienicke (LL) Birkenwerder BC 1908 (LL) FC 98 Hennigsdorf (LL) FC Concordia Buckow/Waldsieversdorf 03 (LL) FC Schwedt 02 (LL) FC Stahl Brandenburg (LL) FK Hansa Wittstock 1919 (LL) FSV Babelsberg 74 (LL) Fortuna Babelsberg (LL) SC Oberhavel Velten (LL) SSV Einheit Perleberg (LL) SV 1908 Grün-Weiß Ahrensfelde (LL) SV Eintracht Alt Ruppin (LL) SV Grün-Weiß Brieselang (LL) SV Schwarz-Rot Neustadt (Dosse) (LL) TSV Chemie Premnitz (LL) | 1. FC Guben (LL) BSC Preußen 07 Blankenfelde-Mahlow (LL) Breesener SV Guben Nord (LL) FSV Glückauf Brieske-Senftenberg (LL) FSV Dynamo Eisenhüttenstadt (LL) FV Blau-Weiß 90 Briesen/Mark (LL) FV Erkner 1920 (LL) Kolkwitzer SV 1896 (LL) SG Großziethen (LL) SG Grün-Weiß Rehfelde (LL) SG Phönix Wildau 95 (LL) SV Germania 90 Schöneiche (LL) SV Wacker 09 Cottbus-Ströbitz (LL) TSV 1878 Schlieben (LL) VfB Hohenleipisch 1912 (LL) VfB Trebbin (LL) |  |  |
| Kreispokalsieger 8 Kreispokalsieger der Saison 2019/20 | | | | |  |  |
| Dahme/Fläming SV Blau-Weiß Dahlewitz (KOL) | Havelland SV Blau-Gelb Falkensee (LK) | Niederlausitz 1 SV Wacker 09 Cottbus-Ströbitz II (KL) | Oberhavel/Barnim SG Einheit Zepernick 1925 (LK) | Ostbrandenburg 3 kein Sieger ermittelt |  |  |
| Prignitz/Ruppin 2 Märkischer SV 1919 Neuruppin II (LK) | Südbrandenburg SV 1885 Golßen (KOL) | Uckermark 3 4 kein Sieger ermittelt | | |  |  |
| Ligaebene in Klammern: • 3L = 3. Liga • RL = Regionalliga • OL = Oberliga • VL = Verbandsliga • LL = Landesliga • LK = Landesklasse • KOL = Kreisoberliga • KL = Kreisliga 1 Da der Pokalsieger, der SV Wacker 09 Cottbus-Ströbitz II, als zweite Mannschaft nicht zur Teilnahme am Landespokal berechtigt ist, qualifiziert sich der SC Spremberg 1896 (LK), als unterlegener Finalist, für den Landespokal. 2 Da der Pokalsieger, der Märkischer SV 1919 Neuruppin II, als zweite Mannschaft nicht zur Teilnahme am Landespokal berechtigt ist und der unterlegene Finalist SV Eintracht Alt Ruppin in der Landesliga spielt, qualifiziert sich der SV Rot-Weiß Kyritz (KOL), als unterlegener Halbfinalist, für den Landespokal. 3 In den Fussballkreisen Ostbrandenburg und Uckermark, wurden keine Turniersieger, aufgrund vorzeitigem Saisonabbruch, ermittelt. 4 Der SC Victoria 1914 Templin (LK) startet als Vertreter für den Kreisverband Uckermark. | | | | |  |  |

## Spielmodus
Der brandenburgische Landespokal 2020/21 wurde im K.-o.-System ausgetragen. Es wird zunächst versucht, in 90 Minuten einen Gewinner auszuspielen. Sollte es danach unentschieden stehen, kommt es wie in anderen Pokalwettbewerben zu einer dreißigminütigen Verlängerung.
Sollte danach immer noch kein Sieger feststehen, wird dieser dann im Elfmeterschießen nach dem bekannten Muster ermittelt.

## Turnierbaum
|  | Achtelfinale | Achtelfinale                  | Achtelfinale       |                        |                                 | Viertelfinale | Viertelfinale | Viertelfinale |  |  | Halbfinale | Halbfinale | Halbfinale |  |  | Finale | Finale | Finale |
|  |              |                               |                    |                        |                                 |               |               |               |  |  |            |            |            |  |  |        |        |        |
|  | VL           | 1. FC Frankfurt               | 1                  |                        |                                 |               |               |               |  |  |            |            |            |  |  |        |        |        |
|  | VL           | SV Altlüdersdorf              | 0                  |                        |                                 |               |               |               |  |  |            |            |            |  |  |        |        |        |
|  | VL           | SV Altlüdersdorf              | 0                  | VL                     | 1. FC Frankfurt                 | -             |               |               |  |  |            |            |            |  |  |        |        |        |
|  |              |                               |                    | VL                     | 1. FC Frankfurt                 | -             |               |               |  |  |            |            |            |  |  |        |        |        |
|  |              |                               | RL                 | FSV 63 Luckenwalde     | -                               |               |               |               |  |  |            |            |            |  |  |        |        |        |
|  | LL           | SV Germania 90 Schöneiche     | RL                 | FSV 63 Luckenwalde     | -                               | 1             |               |               |  |  |            |            |            |  |  |        |        |        |
|  | LL           | SV Germania 90 Schöneiche     |                    |                        |                                 | 1             |               |               |  |  |            |            |            |  |  |        |        |        |
|  | RL           | FSV 63 Luckenwalde            | 2                  |                        |                                 |               |               |               |  |  |            |            |            |  |  |        |        |        |
|  | RL           | FSV 63 Luckenwalde            | 2                  | RL                     | FSV Union Fürstenwalde          | 3             |               |               |  |  |            |            |            |  |  |        |        |        |
|  |              |                               |                    | RL                     | FSV Union Fürstenwalde          | 3             |               |               |  |  |            |            |            |  |  |        |        |        |
|  |              | RL                            | FSV 63 Luckenwalde | 1                      |                                 |               |               |               |  |  |            |            |            |  |  |        |        |        |
|  | VL           | RL                            | FSV 63 Luckenwalde | 1                      | SV Frankonia Wernsdorf          | 2             |               |               |  |  |            |            |            |  |  |        |        |        |
|  | VL           |                               |                    |                        | SV Frankonia Wernsdorf          | 2             |               |               |  |  |            |            |            |  |  |        |        |        |
|  | VL           | Werderaner FC Viktoria 1920   | 1                  |                        |                                 |               |               |               |  |  |            |            |            |  |  |        |        |        |
|  | VL           | Werderaner FC Viktoria 1920   | 1                  | VL                     | SV Frankonia Wernsdorf          | -             |               |               |  |  |            |            |            |  |  |        |        |        |
|  |              |                               |                    | VL                     | SV Frankonia Wernsdorf          | -             |               |               |  |  |            |            |            |  |  |        |        |        |
|  |              |                               | RL                 | FSV Union Fürstenwalde | -                               |               |               |               |  |  |            |            |            |  |  |        |        |        |
|  | LK           | SG Einheit Zepernick 1925     | RL                 | FSV Union Fürstenwalde | -                               | 0             |               |               |  |  |            |            |            |  |  |        |        |        |
|  | LK           | SG Einheit Zepernick 1925     |                    |                        |                                 |               |               |               |  |  |            |            |            |  |  |        |        |        |
|  | RL           | FSV Union Fürstenwalde        | 2                  |                        |                                 |               |               |               |  |  |            |            |            |  |  |        |        |        |
|  | RL           | FSV Union Fürstenwalde        | 2                  | RL                     | FSV Union Fürstenwalde          | 0             |               |               |  |  |            |            |            |  |  |        |        |        |
|  |              |                               |                    |                        |                                 |               |               |               |  |  |            |            |            |  |  |        |        |        |
|  |              | RL                            | SV Babelsberg 03   | 2                      |                                 |               |               |               |  |  |            |            |            |  |  |        |        |        |
|  | VL           | RL                            | SV Babelsberg 03   | 2                      | Oranienburger FC Eintracht 1901 | 1             |               |               |  |  |            |            |            |  |  |        |        |        |
|  | VL           |                               |                    |                        | Oranienburger FC Eintracht 1901 | 1             |               |               |  |  |            |            |            |  |  |        |        |        |
|  | RL           | SV Babelsberg 03              | 4                  |                        |                                 |               |               |               |  |  |            |            |            |  |  |        |        |        |
|  | RL           | SV Babelsberg 03              | 4                  | RL                     | SV Babelsberg 03                | -             |               |               |  |  |            |            |            |  |  |        |        |        |
|  |              |                               |                    | RL                     | SV Babelsberg 03                | -             |               |               |  |  |            |            |            |  |  |        |        |        |
|  |              |                               | RL                 | FC Energie Cottbus     | -                               |               |               |               |  |  |            |            |            |  |  |        |        |        |
|  | OL           | VfB 1921 Krieschow            | RL                 | FC Energie Cottbus     | -                               | 2             |               |               |  |  |            |            |            |  |  |        |        |        |
|  | OL           | VfB 1921 Krieschow            |                    |                        |                                 | 2             |               |               |  |  |            |            |            |  |  |        |        |        |
|  | RL           | FC Energie Cottbus            | 3                  |                        |                                 |               |               |               |  |  |            |            |            |  |  |        |        |        |
|  | RL           | FC Energie Cottbus            | 3                  | RL                     | FC Energie Cottbus              | 0             |               |               |  |  |            |            |            |  |  |        |        |        |
|  |              |                               |                    | RL                     | FC Energie Cottbus              | 0             |               |               |  |  |            |            |            |  |  |        |        |        |
|  |              | RL                            | SV Babelsberg 03   | 3                      |                                 |               |               |               |  |  |            |            |            |  |  |        |        |        |
|  | LL           | RL                            | SV Babelsberg 03   | 3                      | BSC Fortuna Glienicke           | 0             |               |               |  |  |            |            |            |  |  |        |        |        |
|  | LL           |                               |                    |                        |                                 |               |               |               |  |  |            |            |            |  |  |        |        |        |
|  | VL           | Märkischer SV 1919 Neuruppin  | 3                  |                        |                                 |               |               |               |  |  |            |            |            |  |  |        |        |        |
|  | VL           | Märkischer SV 1919 Neuruppin  | 3                  | VL                     | Märkischer SV 1919 Neuruppin    | -             |               |               |  |  |            |            |            |  |  |        |        |        |
|  |              |                               |                    | VL                     | Märkischer SV 1919 Neuruppin    | -             |               |               |  |  |            |            |            |  |  |        |        |        |
|  |              |                               | OL                 | Ludwigsfelder FC       | -                               |               |               |               |  |  |            |            |            |  |  |        |        |        |
|  | LL           | SV 1908 Grün-Weiß Ahrensfelde | OL                 | Ludwigsfelder FC       | -                               | 0             |               |               |  |  |            |            |            |  |  |        |        |        |
|  | LL           | SV 1908 Grün-Weiß Ahrensfelde |                    |                        |                                 |               |               |               |  |  |            |            |            |  |  |        |        |        |
|  | OL           | Ludwigsfelder FC              | 1                  |                        |                                 |               |               |               |  |  |            |            |            |  |  |        |        |        |

## 1. Hauptrunde
An der 1. Hauptrunde nahmen die 32 Vertreter aus der Landesliga Nord und Süd teil.

Die Auslosung fand am 22. Juli 2020 um 11:00 Uhr im AOK Nordost-Servicecenter in Potsdam statt.
| Datum      |                                             | Ergebnis |                                         |
| ---------- | ------------------------------------------- | -------- | --------------------------------------- |
| 08.08.2020 | FC Stahl Brandenburg (LL)                   | 4:1      | FC 98 Hennigsdorf (LL)                  |
| 08.08.2020 | SV Wacker 09 Cottbus-Ströbitz (LL)          | 0:4      | FSV Glückauf Brieske-Senftenberg (LL)   |
| 08.08.2020 | SG Phönix Wildau 95 (LL)                    | 2:0      | SG Grün-Weiß Rehfelde (LL)              |
| 08.08.2020 | Breesener SV Guben Nord (LL)                | 3:0      | Kolkwitzer SV 1896 (LL)                 |
| 08.08.2020 | SV Germania 90 Schöneiche (LL)              | 2:0      | 1. FC Guben (LL)                        |
| 08.08.2020 | TSV 1878 Schlieben (LL)                     | 3:1      | FV Blau-Weiß 90 Briesen/Mark (LL)       |
| 08.08.2020 | VfB Hohenleipisch 1912 (LL)                 | 2:1      | BSC Preußen 07 Blankenfelde-Mahlow (LL) |
| 08.08.2020 | FSV Dynamo Eisenhüttenstadt (LL)            | 0:5      | FV Erkner 1920 (LL)                     |
| 08.08.2020 | VfB Trebbin (LL)                            | 0:4      | SG Großziethen (LL)                     |
| 08.08.2020 | Fortuna Babelsberg (LL)                     | 1abg. 1  | FSV Babelsberg 74 (LL)                  |
| 08.08.2020 | FK Hansa Wittstock 1919 (LL)                | 1:4      | TSV Chemie Premnitz (LL)                |
| 08.08.2020 | SG Müncheberg (LK)                          | 1:4      | SC Victoria 1914 Templin (LK)           |
| 08.08.2020 | SV 1908 Grün-Weiß Ahrensfelde (LL)          | 3:1      | SV Schwarz-Rot Neustadt (Dosse) (LL)    |
| 08.08.2020 | SC Oberhavel Velten (LL)                    | 0:3      | BSC Fortuna Glienicke (LL)              |
| 08.08.2020 | FC Concordia Buckow/Waldsieversdorf 03 (LL) | 4:1      | SSV Einheit Perleberg (LL)              |
| 08.08.2020 | FC Schwedt 02 (LL)                          | 5:0      | SV Grün-Weiß Brieselang (LL)            |

## 2. Hauptrunde
An der 2. Hauptrunde nahmen die 16 Sieger der 1. Hauptrunde sowie 17 Vertreter aus der Verbandsliga und 7 Vertreter aus den Kreisverbänden teil.

Die Auslosung fand am 22. Juli 2020 um 11:00 Uhr im AOK Nordost-Servicecenter in Potsdam statt.
| Datum      |                                       | Ergebnis              |                                             |
| ---------- | ------------------------------------- | --------------------- | ------------------------------------------- |
| 14.08.2020 | SV Falkensee-Finkenkrug (VL)          | 0:1                   | Werderaner FC Viktoria 1920 (VL)            |
| 15.08.2020 | SV Frankonia Wernsdorf (VL)           | 2:2 n. V. (6:3 i. E.) | FC Eisenhüttenstadt (VL)                    |
| 15.08.2020 | VfB Hohenleipisch 1912 (LL)           | 1:6                   | SG Union Klosterfelde (VL)                  |
| 15.08.2020 | SV 1920 Zehdenick (LL)                | 0:0 n. V. (4:5 i. E.) | SV Altlüdersdorf (VL)                       |
| 15.08.2020 | SV Blau-Gelb Falkensee (LK)           | 0:0 n. V. (1:3 i. E.) | SV Eintracht Alt Ruppin (LL)                |
| 15.08.2020 | TSV Chemie Premnitz (LL)              | 2:3                   | Oranienburger FC Eintracht 1901 (VL)        |
| 15.08.2020 | Breesener SV Guben Nord (LL)          | 1:5                   | SV Blau-Weiß Petershagen/Eggersdorf (VL)    |
| 15.08.2020 | SV Blau-Weiß Dahlewitz (KOL)          | 2:1                   | FC Schwedt 02 (LL)                          |
| 15.08.2020 | SG Phönix Wildau 95 (LL)              | 1:2                   | TSG Einheit Bernau (VL)                     |
| 15.08.2020 | Birkenwerder BC 1908 (LL)             | 1:6                   | TuS 1896 Sachsenhausen (VL)                 |
| 15.08.2020 | FV Erkner 1920 (LL)                   | 1:3                   | SV Germania 90 Schöneiche (LL)              |
| 15.08.2020 | SV 1908 Grün-Weiß Ahrensfelde (LL)    | 4:0                   | FSV Bernau (VL)                             |
| 15.08.2020 | SC Eintracht Miersdorf/Zeuthen (LL)   | 0:1                   | Märkischer SV 1919 Neuruppin (VL)           |
| 15.08.2020 | SC Victoria 1914 Templin (LK)         | 2:4                   | Fortuna Babelsberg (LL)                     |
| 15.08.2020 | FC Stahl Brandenburg (LL)             | 3:1                   | FV Preussen Eberswalde (VL)                 |
| 15.08.2020 | FSV Glückauf Brieske-Senftenberg (LL) | 2:8                   | 1. FC Frankfurt (VL)                        |
| 15.08.2020 | TSV 1878 Schlieben (LL)               | 1:3                   | FC Concordia Buckow/Waldsieversdorf 03 (LL) |
| 15.08.2020 | SV 1885 Golßen (KOL)                  | 2:1                   | SC Spremberg 1896 (LK)                      |
| 15.08.2020 | SV Rot-Weiß Kyritz (KOL)              | 0:3                   | BSC Fortuna Glienicke (LL)                  |
| 15.08.2020 | SG Einheit Zepernick 1925 (LK)        | 1:0                   | SG Großziethen (LL)                         |

## 3. Hauptrunde
An der 3. Hauptrunde nahmen die 20 Sieger der 2. Hauptrunde teil. Hinzu kommen die Vertreter aus der Regional- und Oberliga.

Die Auslosung fand am 19. August 2020 um 11:00 Uhr im AOK Nordost-Servicecenter in Potsdam statt.
| Datum      |                                             | Ergebnis  |                                    |
| ---------- | ------------------------------------------- | --------- | ---------------------------------- |
| 12.09.2020 | 1. FC Frankfurt (VL)                        | 5:0       | SV Grün-Weiß Lübben (VL)           |
| 12.09.2020 | Märkischer SV 1919 Neuruppin (VL)           | 5:2       | TSG Einheit Bernau (VL)            |
| 12.09.2020 | Oranienburger FC Eintracht 1901 (VL)        | 3:0       | Brandenburger SC Süd 05 (OL)       |
| 12.09.2020 | SV Blau-Weiß Dahlewitz (KOL)                | 3:5       | SG Einheit Zepernick 1925 (LK)     |
| 12.09.2020 | Fortuna Babelsberg (LL)                     | 0:3       | Ludwigsfelder FC (OL)              |
| 12.09.2020 | FC Stahl Brandenburg (LL)                   | 1:3 n. V. | Werderaner FC Viktoria 1920 (VL)   |
| 12.09.2020 | SV Frankonia Wernsdorf (VL)                 | 5:4 n. V. | RSV Eintracht 1949 (OL)            |
| 12.09.2020 | TuS 1896 Sachsenhausen (VL)                 | 1:2       | VfB 1921 Krieschow (OL)            |
| 12.09.2020 | SV Eintracht Alt Ruppin (LL)                | 0:2       | SV Altlüdersdorf (VL)              |
| 12.09.2020 | FC Energie Cottbus (RL)                     | 5:0       | SG Union Klosterfelde (VL)         |
| 12.09.2020 | FC Concordia Buckow/Waldsieversdorf 03 (LL) | 1:3       | FSV 63 Luckenwalde (RL)            |
| 12.09.2020 | BSC Fortuna Glienicke (LL)                  | 4:2       | SV Victoria Seelow (OL)            |
| 13.09.2020 | SV 1885 Golßen (KOL)                        | 1:5       | SV 1908 Grün-Weiß Ahrensfelde (LL) |
| 13.09.2020 | SV Blau-Weiß Petershagen/Eggersdorf (VL)    | 0:3       | SV Babelsberg 03 (RL)              |
| 16.09.2020 | FSV Optik Rathenow (RL)                     | 1:6       | FSV Union Fürstenwalde (RL)        |
| 30.09.2020 | SV Germania 90 Schöneiche (LL)              | 2:1       | FC Strausberg (OL)                 |

## Achtelfinale
Am Achtelfinale nahmen die 16 Sieger aus der 3. Hauptrunde teil.

Die Auslosung fand am 16. September 2020 um 18:00 Uhr im AOK Nordost-Servicecenter in Potsdam statt.
| Datum      |                                      | Ergebnis |                                   |
| ---------- | ------------------------------------ | -------- | --------------------------------- |
| 10.10.2020 | SV 1908 Grün-Weiß Ahrensfelde (LL)   | 0:1      | Ludwigsfelder FC (OL)             |
| 10.10.2020 | 1. FC Frankfurt (VL)                 | 1:0      | SV Altlüdersdorf (VL)             |
| 10.10.2020 | VfB 1921 Krieschow (OL)              | 2:3      | FC Energie Cottbus (RL)           |
| 10.10.2020 | SG Einheit Zepernick 1925 (LK)       | 0:2      | FSV Union Fürstenwalde (RL)       |
| 10.10.2020 | Oranienburger FC Eintracht 1901 (VL) | 1:4      | SV Babelsberg 03 (RL)             |
| 10.10.2020 | SV Frankonia Wernsdorf (VL)          | 2:1      | Werderaner FC Viktoria 1920 (VL)  |
| 10.10.2020 | BSC Fortuna Glienicke (LL)           | 0:3      | Märkischer SV 1919 Neuruppin (VL) |
| 10.10.2020 | SV Germania 90 Schöneiche (LL)       | 1:2      | FSV 63 Luckenwalde (RL)           |

## Viertelfinale
Am Viertelfinale sollten die 8 Sieger aus dem Achtelfinale teilnehmen. Aufgrund der Covid-19-Pandemie und dem Zugzwang bis Ende Juni einen Teilnehmer für die erste Hauptrunde im DFB-Pokal zu finden, entschied der Fussball-Landesverband Brandenburg am 19. April 2021 den Wettbewerb lediglich mit den vier noch im Wettbewerb verbliebenen Regionalligisten fortzuführen.
Die Auslosung fand am 15. Oktober 2020 um 16:00 Uhr im AOK Nordost-Servicecenter in Potsdam statt.
| Datum      |                                   | Ergebnis |                             |
| ---------- | --------------------------------- | -------- | --------------------------- |
| Annulliert | Märkischer SV 1919 Neuruppin (VL) | Abg.     | Ludwigsfelder FC (OL)       |
| Annulliert | SV Frankonia Wernsdorf (VL)       | Abg.     | FSV Union Fürstenwalde (RL) |
| Annulliert | SV Babelsberg 03 (RL)             | Abg.     | FC Energie Cottbus (RL)     |
| Annulliert | 1. FC Frankfurt (VL)              | Abg.     | FSV 63 Luckenwalde (RL)     |

## Halbfinale
Am Halbfinale nahmen die vier noch im Wettbewerb verbliebenen Regionalligisten teil.

Die Auslosung fand am 20. April 2021 um 15:00 Uhr im AOK Nordost-Servicecenter in Potsdam statt.
| Datum      |                             | Ergebnis |                         |
| ---------- | --------------------------- | -------- | ----------------------- |
| 08.05.2021 | FC Energie Cottbus (RL)     | 0:3      | SV Babelsberg 03 (RL)   |
| 09.05.2021 | FSV Union Fürstenwalde (RL) | 3:1      | FSV 63 Luckenwalde (RL) |

## Finale
| FSV Union Fürstenwalde                                                 | FSV Union Fürstenwalde | SV Babelsberg 03 | SV Babelsberg 03 |
| ---------------------------------------------------------------------- | --- | --- | ---------------- |
| FSV Union Fürstenwalde                                                 | \| 29. Mai 2021 um 14:30 Uhr in Luckenwalde (Werner-Seelenbinder-Stadion) \| \| Ergebnis: 0:2 (0:1) \| \| Schiedsrichter: Max Burda \| \| Spielbericht \| | \| 29. Mai 2021 um 14:30 Uhr in Luckenwalde (Werner-Seelenbinder-Stadion) \| \| Ergebnis: 0:2 (0:1) \| \| Schiedsrichter: Max Burda \| \| Spielbericht \| | SV Babelsberg 03 |
| FSV Union Fürstenwalde                                                 | David Richter – Louis Böcker, Kay Michel (79. Vojtech Mares), Johann Weiß, Ingo Wunderlich (79. Malik McLemore) – Mateusz Ciapa (46. Johan Martynets), Darryl Geurts, Anton Kanther (82. Kemal Atici), Joshua Putze, Lukas Stagge – Arlind Shoshi (79. Christian Mlynarczyk) Cheftrainer: Matthias Maucksch | Marco Flügel – Marcus Hoffmann, Petar Lela, Philip Saalbach , Lukas Wilton, Jake-Robert Wilton – David Danko (82. Fabrice Montcheu), Sven Reimann – Tobias Dombrowa (82. Paul-Roman Wegener), Daniel Frahn, Robin Müller (71. Bogdan Rangelov) Cheftrainer: Predrag Uzelac | SV Babelsberg 03 |
| FSV Union Fürstenwalde                                                 | 0:1 Tobias Dombrowa (33.) 0:2 Daniel Frahn (78.) | | SV Babelsberg 03 |
| FSV Union Fürstenwalde                                                 | David Richter, Louis Böcker, Kemal Atici | Lukas Wilton, Robin Müller, Philip Saalbach, Jake-Robert Wilton, Fabrice Montcheu | SV Babelsberg 03 |
| FSV Union Fürstenwalde                                                 | Malik McLemore | | SV Babelsberg 03 |
| 29. Mai 2021 um 14:30 Uhr in Luckenwalde (Werner-Seelenbinder-Stadion) | | |                  |
| Ergebnis: 0:2 (0:1)                                                    | | |                  |
| Schiedsrichter: Max Burda                                              | | |                  |
| Spielbericht                                                           | | |                  |

## Beste Torschützen
Nachfolgend werden die besten Torschützen des brandenburgischen Landespokals aufgeführt.
| Rang | Spieler                 | Klub                                   | Tore |
| ---- | ----------------------- | -------------------------------------- | ---- |
| 1.   | Lukas Hehne             | FC Stahl Brandenburg                   | 5    |
| 1.   | Rafael Conrado Prudente | Märkischer SV 1919 Neuruppin           | 5    |
| 3.   | Andor Müller            | TuS 1896 Sachsenhausen                 | 4    |
| 3.   | Justin Hippe            | BSC Fortuna Glienicke                  | 4    |
| 3.   | Marcel Georgi           | 1. FC Frankfurt                        | 4    |
| 3.   | Felix Brügmann          | FC Energie Cottbus                     | 4    |
| 7.   | Steven Norwark          | SG Union Klosterfelde                  | 3    |
| 7.   | Max Nürbchen            | FC Concordia Buckow/Waldsieversdorf 03 | 3    |
| 7.   | Gordan Griebsch         | SV Frankonia Wernsdorf                 | 3    |
| 7.   | Pierre Henkel           | BSC Fortuna Glienicke                  | 3    |
| 7.   | Roland Richter          | SV Frankonia Wernsdorf                 | 3    |
| 7.   | Patrick Richter         | Werderaner FC Viktoria 1920            | 3    |
| 7.   | Denis Teterea           | SV Germania 90 Schöneiche              | 3    |

## Der Landespokalsieger im DFB-Pokal 2021/22
| Datum      | Heim                  | Ergebnis              | Auswärts                  | Runde         |
| ---------- | --------------------- | --------------------- | ------------------------- | ------------- |
| 07.08.2021 | SV Babelsberg 03 (RL) | 2:2 n. V. (5:4 i. E.) | SpVgg Greuther Fürth (1L) | 1. Hauptrunde |
| 26.10.2021 | SV Babelsberg 03 (RL) | 0:1                   | RB Leipzig (1L)           | 2. Hauptrunde |